# Combat Integrated Releasable Armor System

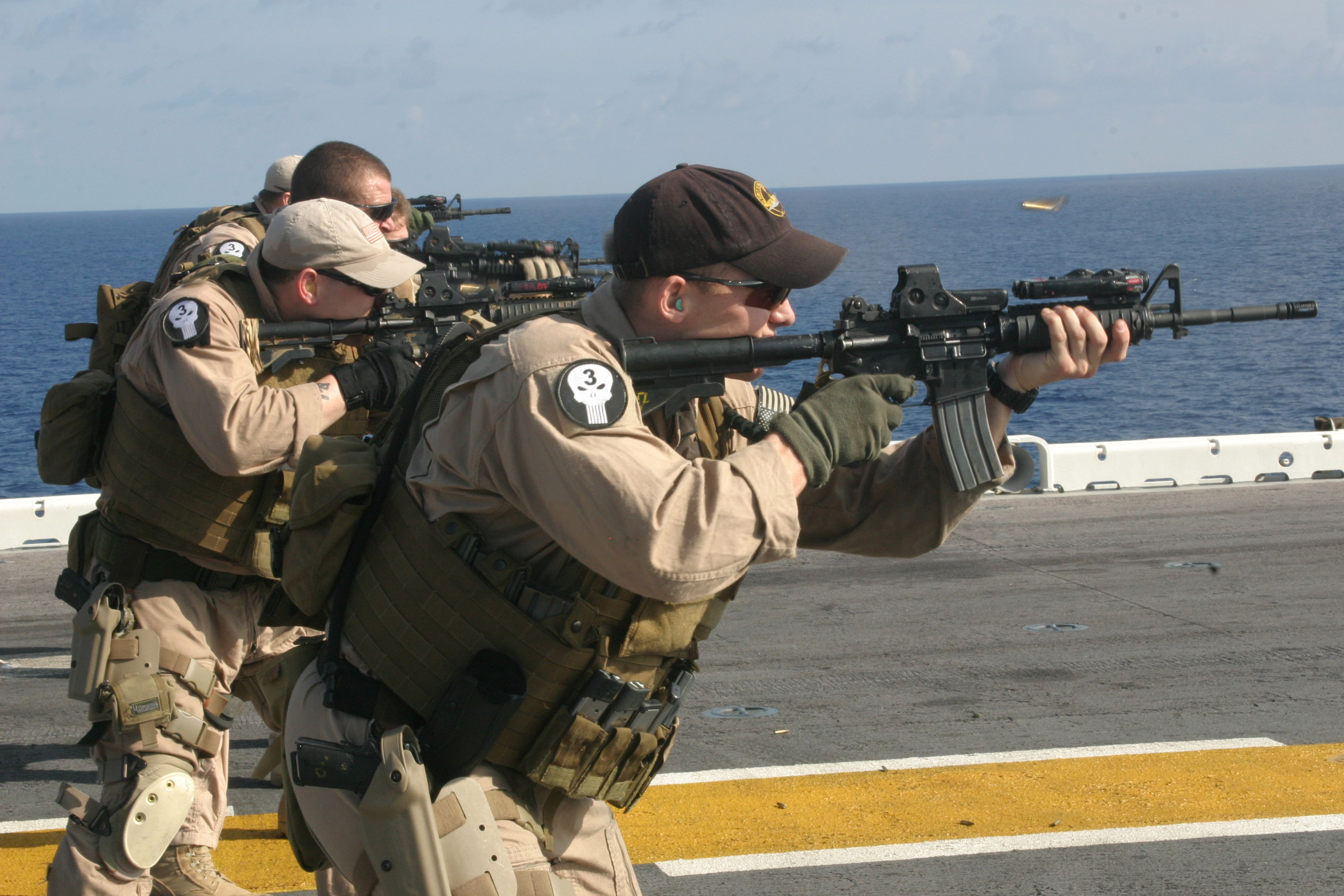
CIRAS na użyciu sił specjalnych USA

CIRAS (Combat Integrated Releasable Armor System) - modułowa kamizelka ochronna zaprojektowana przez Eagle Industries dla amerykańskich sił specjalnych. Kamizelka posiada taśmy PALS dzięki czemu jest kompatybilna z systemem MOLLE. Rozróżniamy dwie wersje: LAND i MARITIME, które nieznacznie różnią się wyglądem oraz umiejscowieniem QR'a, dzięki któremu w jednej chwili operator może pozbyć się kamizelki. CIRAS posiada także wewnętrzne kieszenie na płyty balistyczne SAPI. Wersja land jest używana przez USMC Force Recon natomiast maritime przez US Navy SEALS. 
Kamizelka dostępna jest w następujących kolorach: Czarny, Johnson Khaki (MJK), Ranger Green, Olive Drab, Coyote Brown i Army Universal Camo.